# Раст, Диана
Диана Раст Ренч (нем. Diana Rast Rentsch, род. 28 августа 1970) — швейцарская профессиональная велогонщица. Чемпионка Швейцарии по шоссейному велоспорту в групповой гонке (2000).

## Карьера
Диана Раст с юных лет проявляла авантюрный характер, катаясь на роликовых коньках по перевалу Зустен. Любовь к велоспорту зародилась у неё в подростковом возрасте, что стало основой для её будущей профессиональной карьеры.
Диана Раст дебютировала в профессиональном велоспорте в 1993 году. В 1996 году она заняла второе место в женской гонке Джиро ди Тоскана — Мемориал Микелы Фанини. В том же году она представляла Швейцарию на Олимпийских играх в Атланте, заняв 15-е место в индивидуальной и групповой гонках.
В 1997 году Раст победила в Туре Берна и заняла третье место в общем зачёте Эмакумин Бира. Пик её карьеры пришелся на 2000 год, когда она стала чемпионкой Швейцарии по шоссейным велогонкам в групповой гонке и выиграла GP Winterthur. В течение спортивной карьеры она часто сталкивалась с неприятностями или вынуждена была преодолевать сложные ситуации. Например, на Тур де Франс она пропустила старт. В Колумбии ей в ухо попала пуля. В испанском Сан-Себастьяне в месте, где незадолго до этого проезжала Раст, взорвалась заминированная машина. Во время теракта на Олимпийских играх 1996 года в Атланте она находилась совсем рядом. Также за свою карьеру она получила 15 переломов костей.
После завершения карьеры Раст работала тренером в региональном центре велоспорта Nordwest с 2005 по 2012 годы. В настоящее время она владеет и управляет магазином велосипедов и спортивных товаров в швейцарском Фордемвальде. Раст также активно участвует в местных спортивных мероприятиях. Например, в 2023 году она организовала старт велогонки GP Rüebliland в Фордемвальде.

## Достижения

### Шоссе
1993
3-я на Чемпионате Швейцарии — групповая гонка
1994
4-я на Туре Берна
10-я на Чемпионате Швейцарии — индивидуальная гонка
1995
3-я на Чемпионате Швейцарии — групповая гонка
6-я на Чемпионате Швейцарии — индивидуальная гонка
4-я на Туре Берна
4-я на Frauen Grand Prix Gippingen
Interreg Dreiländer Damen-Tour
1-й этап
3-я в генеральной классификации
1996
5-я на Чемпионате Швейцарии — индивидуальная гонка
6-я на Чемпионате Швейцарии — групповая гонка
Джиро ди Тоскана — Мемориал Микелы Фанини
3-й этап
2-я в генеральной классификации
3-я на Туре Берна
3-я на Грация Орлова
GP della Liberazione PINK
Эмакумин Бира
2-я на 4-м этапе
5-я в генеральной классификации
6-я на гран-при Наций
1997
Тур Берна
2-я на Frauen Grand Prix Gippingen
3-я на Чемпионате Швейцарии — групповая гонка
3-я на Эмакумин Бира
2-я на Чемпионате Швейцарии — индивидуальная гонка
10-я на Туре де л’Од
Эмакумин Бира
6-я на 3-м этапе
2-я на 4-м этапе
3-я в генеральной классификации
2-я на Josef Vögeli Memorial
10-я на гран-при Наций
1998
Тур Лимузена
2-я на 1-м этапе
2-й этап
2-я на 3-м этапе
Генеральная классификация
2-я на Чемпионате Швейцарии — групповая гонка
3-я на Чемпионате Швейцарии — индивидуальная гонка
10-я на Туре Берна
Эмакумин Бира
2-я на 2-м этапе
7-я в генеральной классификации
3-я на Josef Vögeli Memorial
1999
2-я на Туре Берна
6-я на Гран-при Бриссаго — Лаго-Маджоре
10-я на Чемпионате Швейцарии — групповая гонка
2000
 Чемпионат Швейцарии — групповая гонка
4-я на Чемпионате Швейцарии — индивидуальная гонка
GP Winterthur
10-я на Туре Берна
2-я на 3-м этапе Грация Орлова
Тур Швейцарии
5-я на 1-м этапе
10-я в спринтерской классификации
10-я в очковой классификации
10-я в горной классификации
6-я на Гран-при Наций
2001
6-я на Чемпионате Швейцарии — индивидуальная гонка
2002
8-я на Гран-при Бриссаго — Лаго-Маджоре
2003
3-я на Чемпионате Швейцарии — групповая гонка
Тур Бретани
10-я на 2-м этапе
5-я на 3-м этапе
7-я на 4-м этапе
10-я на 5-м этапе
5-я в генеральной классификации
2004
4-я на Чемпионате Швейцарии — индивидуальная гонка
8-я на Чемпионате Швейцарии — групповая гонка
2005
7-я на 1-м этапе Тура Новой Зеландии
2006
9-я на Чемпионате Швейцарии — групповая гонка
2009
7-я на Чемпионате Швейцарии — групповая гонка
2010
10-я на Чемпионате Швейцарии — групповая гонка
2011
6-я на Чемпионате Швейцарии — индивидуальная гонка
2012
10-я на Чемпионате Швейцарии — индивидуальная гонка

### Велокросс
2005
Мёрикен
Гран-при Люцерна
2006
Гран-при Люцерна
10-я на Frenkendorf
5-я на Wetzikon I
2007
5-я на Чемпионате Швейцарии
6-я на Fehraltorf
5-я на Wetzikon I
6-я на Meilen
9-я на Dagmersellen
2008
7-я на Чемпионате Швейцарии

### Статистика выступления наГранд-турах
| Гонка / Год          | 1995 | 1996 | 1997 | 1998 | 1999 | 2000 |
| -------------------- | ---- | ---- | ---- | ---- | ---- | ---- |
| Гранд Букль феминин  | —    | —    | 63   | 39   | DNF  | —    |
| Тур де л'Од феминин  | —    | —    | 10   | DNF  | —    | —    |
| Джиро д’Италия Донне | 11   | 29   | —    | —    | —    | 52   |

### Рейтинги
| Год                 | 2009  |
| ------------------- | ----- |
| Мировой рейтинг UCI | 278-й |
|                     |       |
| Источник: UCI       |       |